# Макрурусы
Макру́русы (лат. Macrourus) — род промысловых глубоководных лучепёрых рыб из отряда трескообразных (Gadiformes). Макрурусы распространены в Атлантическом, Индийском, Тихом и Южном океанах. Обитают в водах с низкой температурой на глубинах от 150 м, чаще глубже, иногда до 2200 м. Длина тела не превышает 1 м.

## Внешний вид
Тело с сильно удлинённой и утончённой хвостовой частью. Голова крупная, под глазами расположены выступающие гребни. На голове хорошо развиты слизевые каналы, расположенные в открытых костных бороздках. Чешуя покрывает тело и голову. Спинных плавников два, передний короткий, высокий, задний плавник длинный, как и анальный. Первый луч грудных плавников обычно удлинён. Окраска серая, серо-коричневая или угольно-чёрная.

## Промысел
Из-за наличия ранящей чешуи используется главным образом в виде обесшкуренного мороженого филе и тушки со снятой чешуёй.
Имеет нежное, белое с розоватым оттенком, средней хлопьевидности-плотности мясо, пригодное для большинства видов тепловой обработки (характерной для белых рыб). Длинные тонкие филе обладают отличными вкусовыми характеристиками. Тушки хорошо порционируются. Икра по цвету, химическому составу и гастрономическим данным напоминает лососёвую. Печень макруруса относится к изысканным рыбным деликатесам.
Самые крупные страны, занимающиеся отловом, — Россия, Дания, Германия и Польша.

## Виды

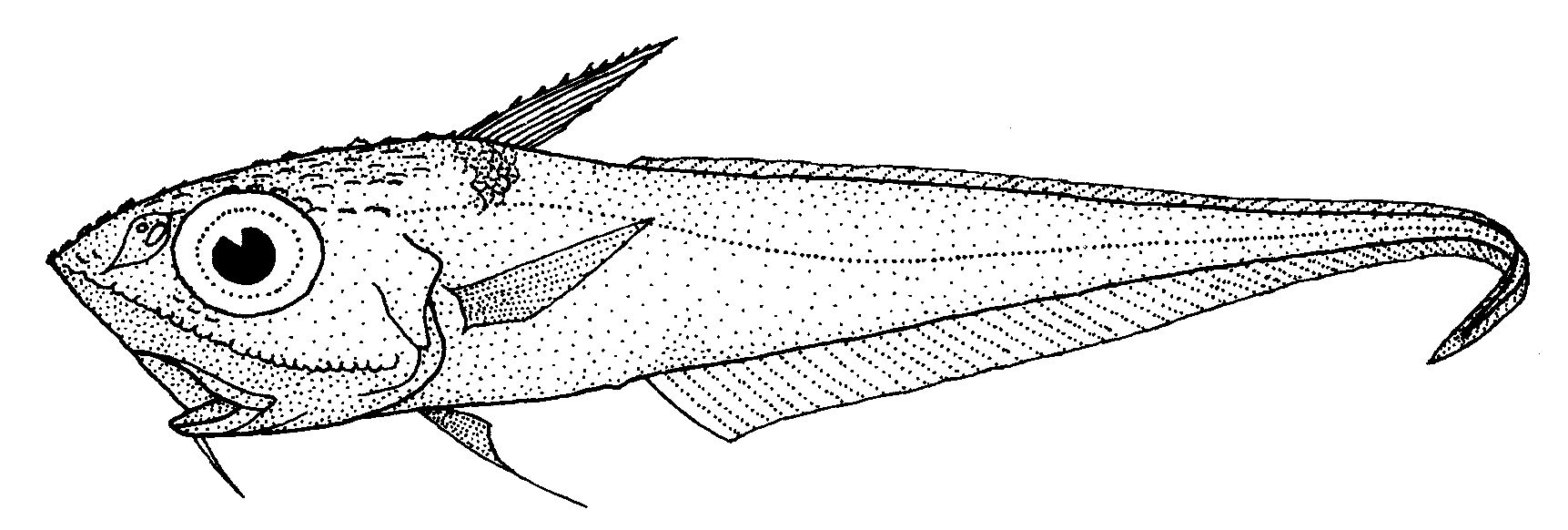
Macrourus carinatus

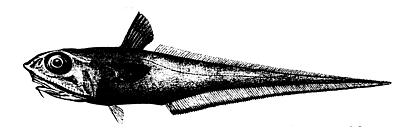
Macrourus berglax

В состав рода макрурусов включают 5 видов:
- Macrourus berglax Lacépède, 1801 — северный макрурус, или северный длиннохвост, или макрурус-берглакс;
- Macrourus carinatus Günther, 1878 — гребенчаточешуйчатый макрурус;
- Macrourus holotrachys Günther, 1878 — южноатлантический макрурус;
- Macrourus whitsoni Regan, 1913 — антарктический макрурус;
- Macrourus caml McMillan et al., 2012[3].